# 聖伊莎貝爾主教座堂 (馬拉博)
3°45′25″N 8°46′58″E / 3.75694°N 8.78278°E
聖伊莎貝爾主教座堂（西班牙語：Catedral de Santa Isabel de Malabo）是非洲国家赤道几内亚首都马拉博的一座主教座堂，得名於天主教聖人匈牙利的圣伊丽莎白，为天主教馬拉博總教區的主教座堂，也是该国的地标性建筑。

## 历史
1858年，西班牙帝国正式在費爾南多波島建立殖民统治，与此同时，天主教士开始在岛上传教:35，1897年，在聖母聖心愛子會神父路易斯·薩加拉·廖拉多（Luis Sagarra Llauradó）的主持下，聖伊莎貝爾主教座堂开始兴建，1901年，薩加拉神父彻底修改了最初的方案，並参照了建築師安東尼·高第的意见，将建筑风格改为新哥特式，当时，教区居民、商业公司和西班牙政府也参与捐赠建造了这座教堂，1916年1月22日，主体建筑竣工並开放给信徒礼拜，但教堂正面仍有两座40公尺高的塔楼尚未完工，直到1924年才竣工落成。
赤道几内亚独立后，弗朗西斯科·馬西亞斯·恩圭馬当局加强對天主教會的控制，並透过教会宣传自己，又於1978年7月关闭教堂，导致宗教活动无法正常进行，直到1979年馬西亞斯·恩圭馬被推翻後，主教座堂才恢复正常宗教活动:47-60。

## 现况
聖伊莎貝爾主教座堂为哥德復興式建築，坐落在首都马拉博市中心的独立大道（Avenida de la Independencia）上，是该市的地标性建筑，其正面带有拱形门廊，两侧各有一座40公尺高的钟楼，教堂时常以拉丁禮举行宗教活动，2020年1月15日，该教堂一度发生火灾，建筑正面被浓烟熏黑，拱顶也受到毁损。